# جون ريتشارد فولر
جون ريتشارد فولر (بالإنجليزية: John Richard Fowler)‏ هو سياسي أمريكي، ولد في 17 فبراير 1927 في ساير في الولايات المتحدة، وتوفي في 23 مارس 2007 في ممفيس في الولايات المتحدة.